# Fundació Beyeler
La Fundació Beyeler és el museu i nom de la col·lecció d'art modern i contemporani de Hildy i Ernst Beyeler amb seu al municipi de Riehen, al costat de Basilea. La Fundació Beyeler és el museu d'art més visitat de Suïssa. Els principals socis privats de la fundació són Bayer AG, Novartis i el banc suís UBS.

## Història
Els marxants d'art Ernst Beyeler (1921-2010) i Hilda Kunz (1922-2008) van crear la Fundació Beyeler el 1982 i van encarregar a l'arquitecte italià Renzo Piano el disseny d'un museu per allotjar la seva col·lecció privada. La col·lecció es va exposar en la seva totalitat per primera vegada al públic al Museu Reina Sofia de Madrid el 1989, i posteriorment es va mostrar a la Neue Nationalgalerie de Berlín el 1993 i a la Galeria d’Art de Nova Gal·les del Sud de Sydney el 1997. El setembre de 1994 va tenir lloc la col·locació de la primera pedra del museu. La inauguració estava prevista per al 1996, però es va ajornar fins a l'octubre 1997 a causa de l'endarreriment de les obres.

## Col·lecció

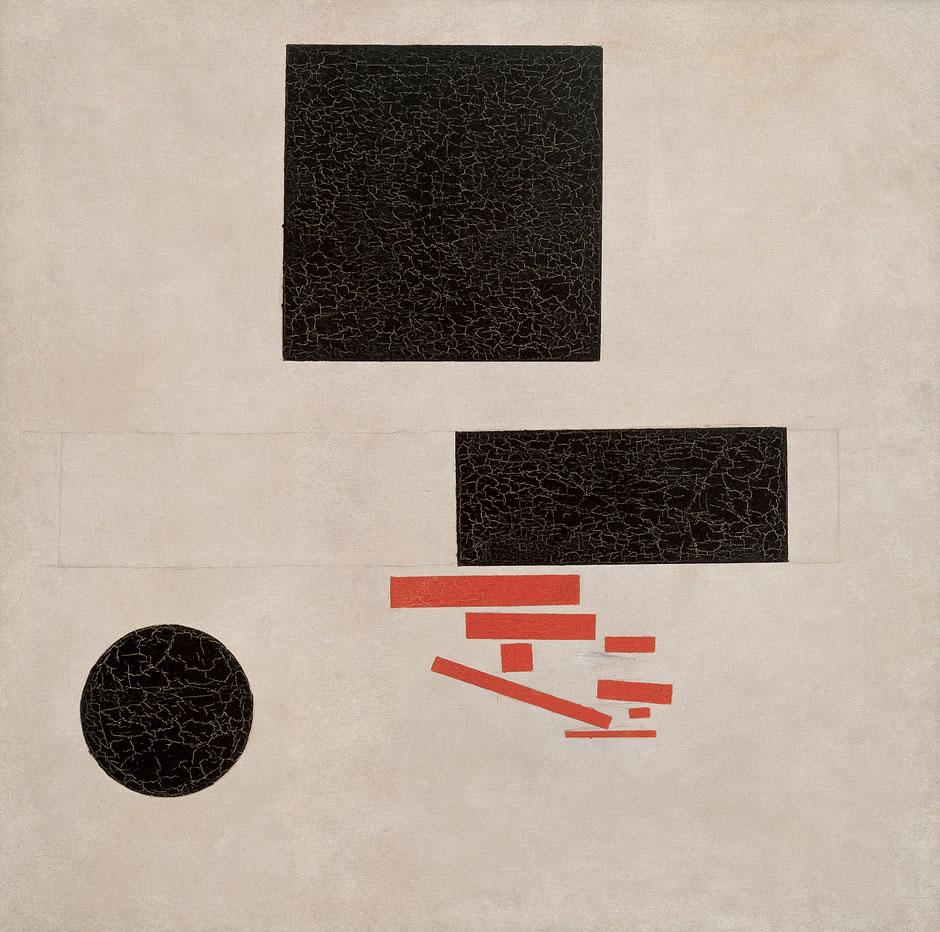
Composició suprematista (oli sobre tela, 1915) de Kazimir Malèvitx

La Fundació Beyeler va obrir les portes el 18 d'octubre de 1997 presentant 140 obres de clàssics moderns, entre elles 23 Picassos. La col·lecció global de 200 obres del modernisme clàssic reflecteix els gustos dels Beyeler sobre l'art del segle XX i hi destaquen Claude Monet, Paul Cézanne i Vincent van Gogh, Pablo Picasso, Alberto Giacometti, Andy Warhol, Roy Lichtenstein i Francis Bacon. Les pintures apareixen al costat d'uns 25 objectes d'art etnogràfic d'Àfrica, Oceania i Alaska. Un terç de l'espai expositiu es reserva per a exposicions especials organitzades per a complementar la col·lecció permanent.
La culminació de la carrera de Beyeler va arribar l'any 2007 quan totes les obres que van passar per les seves mans es van reunir al museu per a una gran exposició que incloïa el Retrat del carter Roulin de Van Gogh de 1889, el Plus i Minus III de Roy Lichtenstein i una enorme pintura expressiva de Jackson Pollock. La col·lecció s'amplià, sobretot pel que fa a les obres realitzades després de 1950, amb adquisicions d'obres de Louise Bourgeois i Wolfgang Tillmans. El 2013, la col·leccionista d'art francesa Micheline Renard va donar diverses obres al museu de Jean Dubuffet, Jean-Michel Basquiat, Sam Francis i Sigmar Polke.
El jardí que envolta el museu també serveix periòdicament com a lloc per a exposicions especials. En una obra anomenada Arbres embolcallats, de Christo i Jeanne-Claude, es van velar 178 arbres del parc al voltant de la Fundació Beyeler i al parc Berower adjacent entre el 13 de novembre i el 14 de desembre de 1998.

## Arquitectura

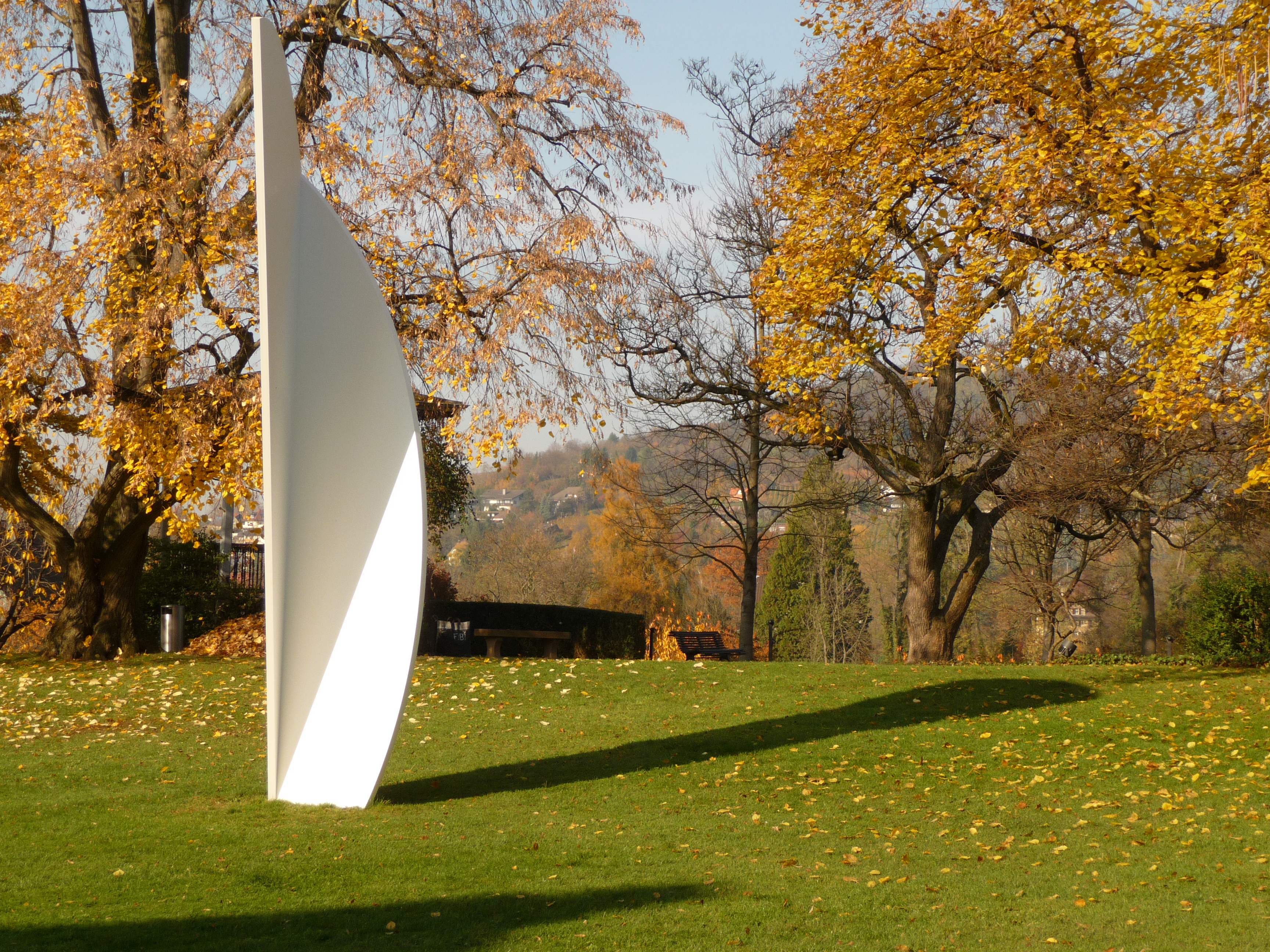
White Curves (2002), d'alumini blanc, d'Ellsworth Kelly.

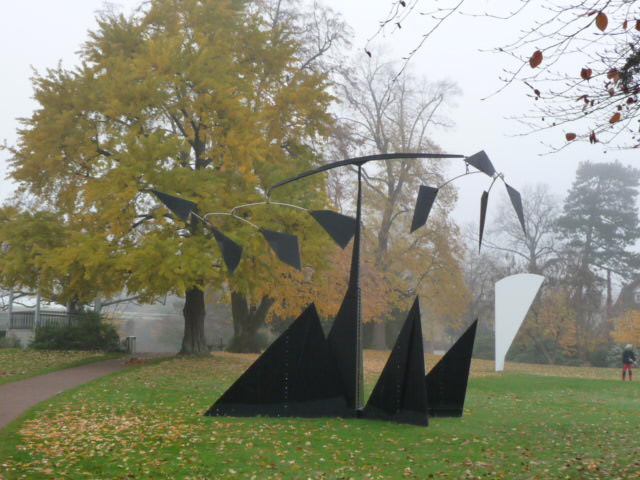
Escultura d'Alexander Calder

El museu estava pensat per estar incrustat al jardí anglès del parc. L'edifici presenta una façana vidriada encarada als camps de blat de moro i vinyes que cobreixen els turons de Tüllinger. Els dos murs perimetrals del jardí original van inspirar la idea de la disposició del museu. Un mur vermell construït amb pòrfir de la Patagònia va ser substituït per l'original que hi havia abans i defineix la planta de l'edifici. Reposat sobre els murs de fonamentació sòlida, el sostre de vidre lleuger, esmaltat en blanc al revers, admet la llum del nord però protegeix la llum de l'est i l'oest. Al llarg dels costats nord i sud la coberta sobresurt molt més enllà dels murs protegint les façanes de vidre del sol. L'any 1999, dos anys després de la inauguració del museu, l'edifici es va allargar 12 metres, fet que va augmentar l'espai total d'exposició fins als 3.764 metres quadrats actuals.
Situat davant de l'edifici del museu, la Villa Berower, d'estil barroc tardà, acull les oficines d'administració del museu i un restaurant.